# 149115 Lauriecantillo
149115 Lauriecantillo este o planetă minoră (asteroid), cu un diametru de 2,711 km, din centura de asteroizi. A fost descoperită pe 8 februarie 2002 la Observatorul Național Kitt Peak de Marc Buie⁠(d). 
Obiectul prezintă o orbită caracterizată de o semiaxă mare de 3,0509979446939 UAi, o excentricitate de 0,13, o înclinație de 11,2 ° în raport cu ecliptica.